# サバーハ・アル＝アフマド・アル＝ジャービル・アッ＝サバーハ
サバーハ・アル＝アフマド・アル＝ジャービル・アッ＝サバーハ（アラビア語: صباح الأحمد الجابر الصباح, ラテン文字転写: Sabāh al-Ahmad al-Jābir as-Sabāh、1929年6月16日 - 2020年9月29日）は、第15代クウェート首長。日本の報道機関ではサバハ首長と表記されることが多かった。父は第10代クウェート首長のアフマド・アル＝ジャービル・アッ＝サバーハ。なお、歴代首長にサバーハという名前の人物が過去に3名いるのでサバーハ4世とも呼ばれる。
2020年9月29日に薨去した時点で91歳であり、これは当時の君主の中でサバーハより3歳年長であるイギリスのエリザベス2世（サバーハ薨去時点で94歳）に次ぐ年長者であった。

## 経歴
兄弟にはナウワーフ、第13代クウェート首長ジャービル、ファハドらがいる。第14代クウェート首長サアドははとこにあたる。
2006年1月に即位。兄の在位中から首長位継承権第2位兼第一副首相の地位にあり、兄の薨去によって慣例通り太子兼首相になったが、サアド首長がすでに重病であったため議会を通して廃位し、首長に即位した。
2012年3月に訪日し、当時の天皇であった明仁（現：上皇）と会見。
中東諸国がカタールと断交した2017年カタール外交危機では仲裁役となった。
2019年9月の訪米時には検査入院が報じられた。また、2020年7月には医学的検査のために入院し一時的に権限を太子に委譲した。9月29日、アメリカの病院で91歳で薨去。クウェート政府は彼の死後、40日間の追悼を宣言した。